# Lextorpskyrkan
Lextorpskyrkan är en kyrkobyggnad i södra Trollhättan. Den tillhör Trollhättans församling i Skara stift. 

## Kyrkobyggnaden
Kyrkan, med tillhörande församlingshem, uppfördes 1971 efter ritningar av arkitekten Karl Erik Ydeskog. Byggnadsmaterialet är gjuten betong med framblästrad ballast som samspelar med glas. Klockstapeln tillkom 1973. Byggnaderna är de grupperade runt en klosterliknande innergård i vars centrum finns en stor offersten från bronsåldern.
Innertaket har i betongen blästrade bilder av Jesu födelse och Jesus tas ner från korset, båda utformade av Ydeskog.
En brand uppstod 1987 i sakristian som totalförstördes. Kyrkan i övrigt fick stora skador, då bland annat betongväggarna sprack. Reparationer slutfördes i oktober samma år.

## Inventarier
- Altare, dopfunt och predikstol är utförda i betong.
- Korväggen har ett keramiskt konstverk utfört av en spansk konstnär.

### Orgel
Orgeln är placerad på golvet, till vänster om huvudentrén. Den är mekanisk med ljudande fasad och tillverkad 1986 av John Grönvall Orgelbyggeri. Den har 21 stämmor fördelade på två manualer och pedal.

## Bilder

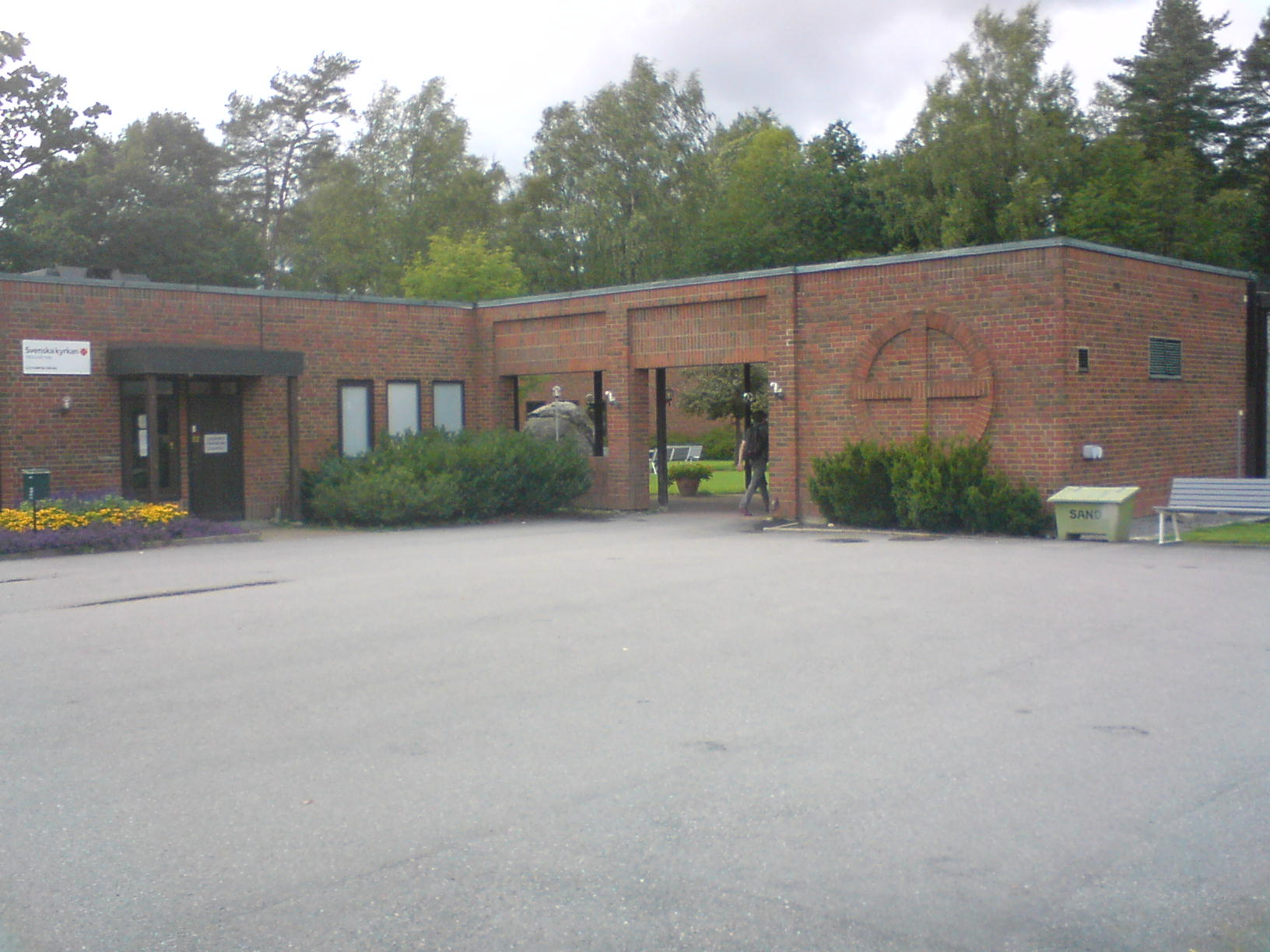
Exteriör
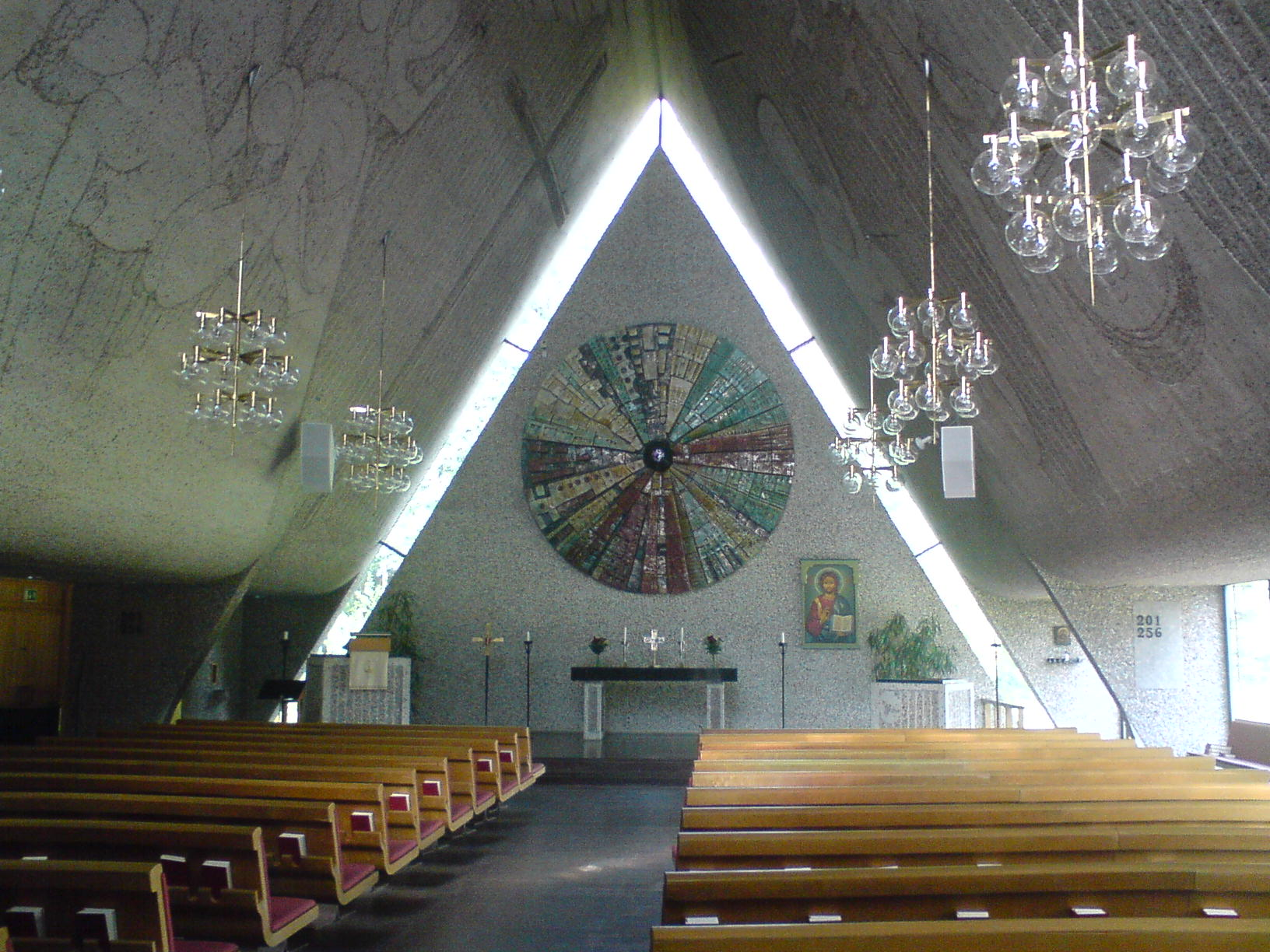
Interiör mot koret
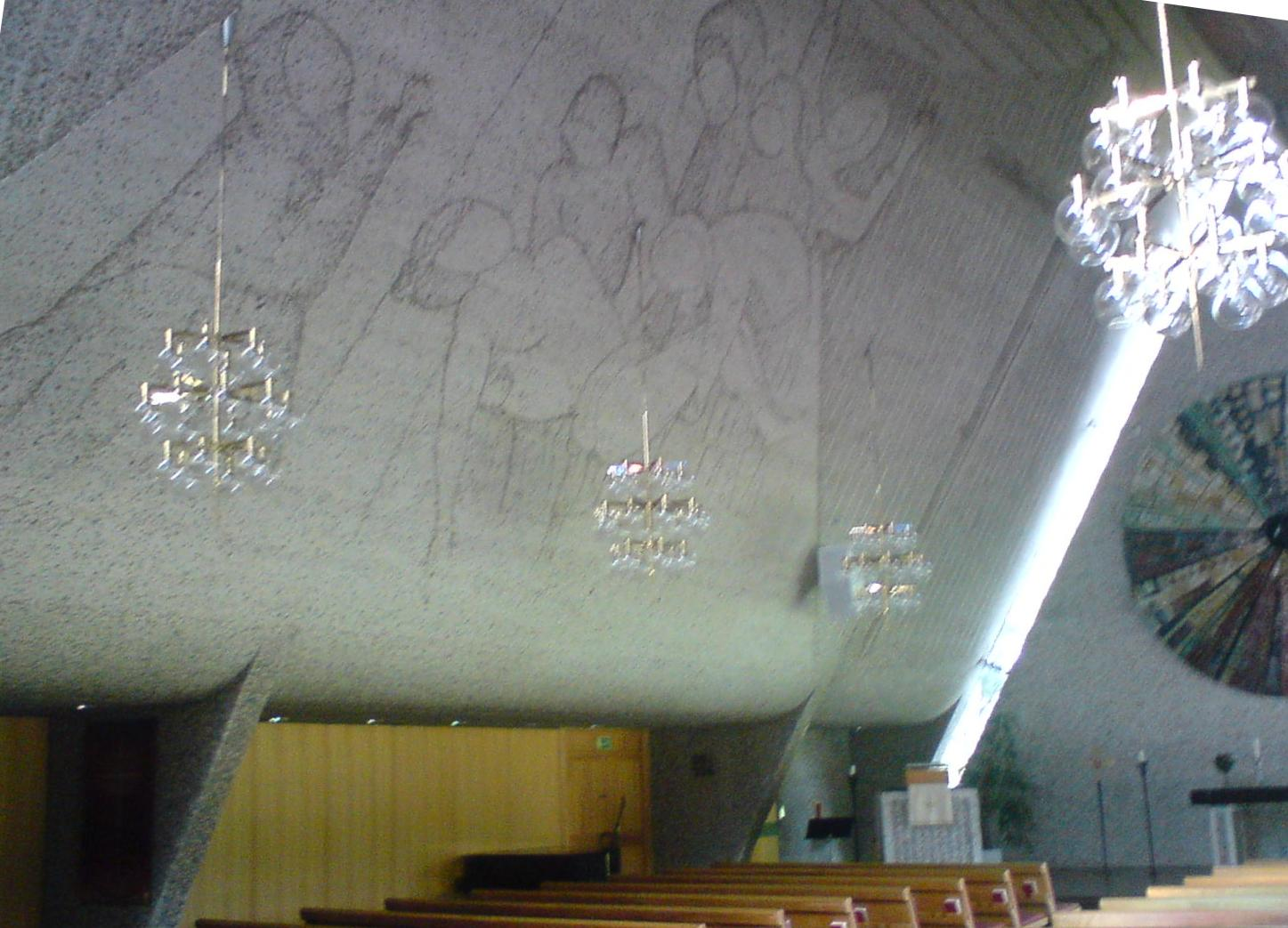
Takdekoration
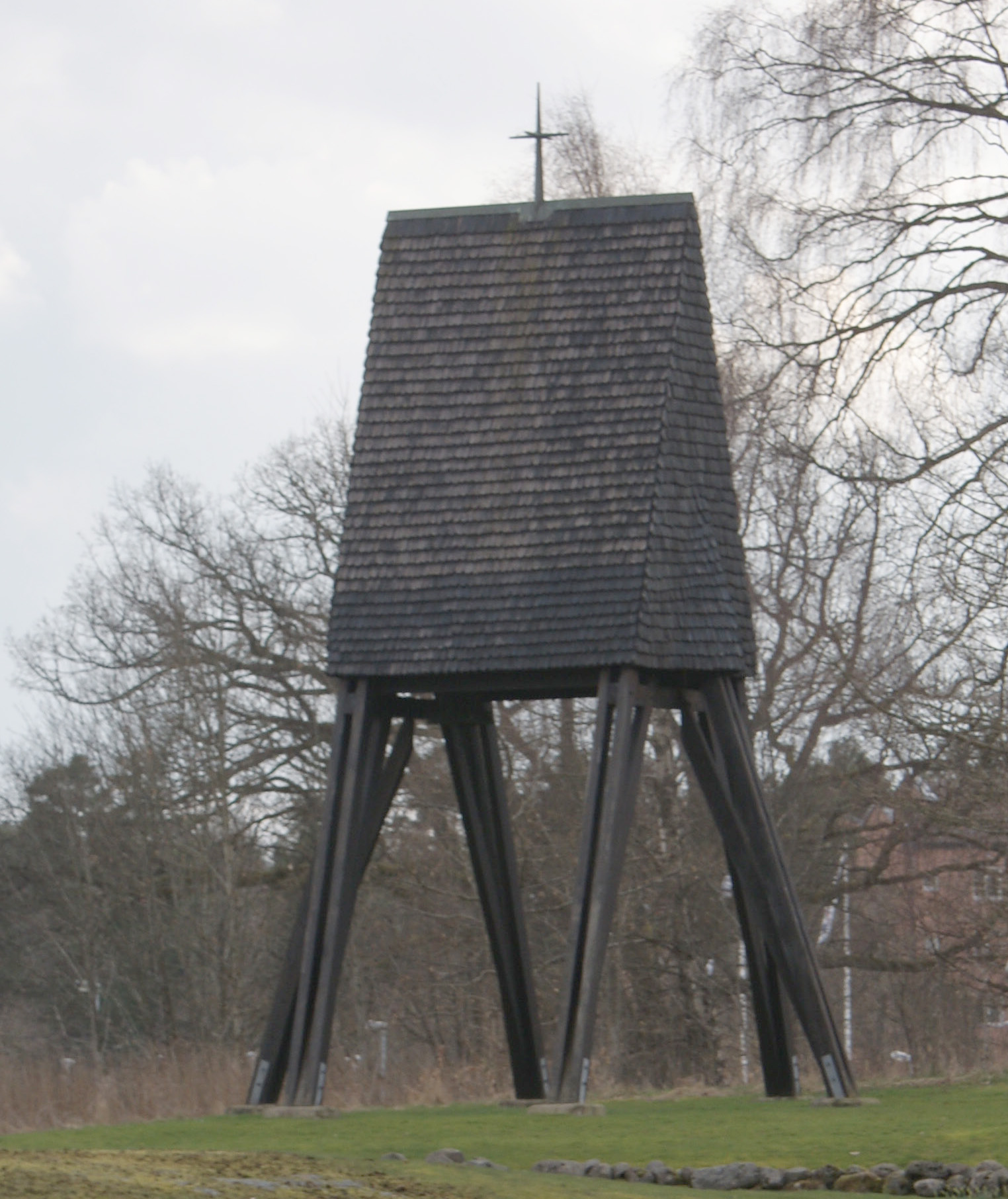
Klockstapeln